# NK 크르슈코

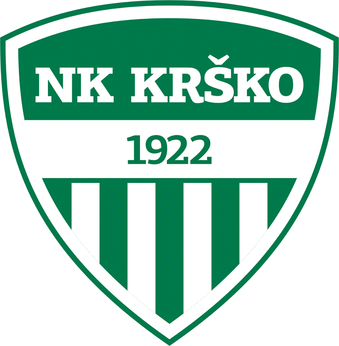

NK 크르슈코(슬로베니아어: Nogometni Klub Krško)는 크르슈코를 연고로 하는 슬로베니아의 축구 클럽이다. 현재는 슬로베니아 프르바리가에 참가하고 있다.

## 역대 감독
| 감독              | 임기 |
| ----------------- | ---- |
| 안드레이 파나디치 | 2019 |